# Кон-Сент-Коломб
Кон-Сент-Коло́мб (фр. Cons-Sainte-Colombe) — колишній муніципалітет у Франції, у регіоні Овернь-Рона-Альпи, департамент Верхня Савоя. Населення — 366 осіб (2011).
Муніципалітет був розташований на відстані близько 460 км на південний схід від Парижа, 115 км на схід від Ліона, 24 км на південний схід від Ансі.

## Історія
До 2015 року муніципалітет перебував у складі регіону Рона-Альпи. Від 1 січня 2016 року належав до нового об'єднаного регіону Овернь-Рона-Альпи.
1 січня 2016 року Кон-Сент-Коломб і Марлан було об'єднано в новий муніципалітет Валь-де-Шез.

## Демографія
Динаміка населення (INSEE ):
Розподіл населення за віком та статтю (2006):
| Стать | Всього | До 15 років | 15-24 | 25-44 | 45-64 | 65-85 | Понад 85 |
| --- | ------ | ----------- | ----- | ----- | ----- | ----- | -------- |
| Чоловіки | 152    | 28          | 8     | 40    | 56    | 16    | 4        |
| Жінки | 200    | 60          | 32    | 48    | 40    | 16    | 4        |
| \| Статево-вікова піраміда \| Статево-вікова піраміда \| Статево-вікова піраміда \| \| ----------------------- \| ----------------------- \| ----------------------- \| \| Чоловіки \| Вік \| Жінки \| \| 4 \| 85 + \| 4 \| \| 4 \| 80-84 \| 0 \| \| 0 \| 75-79 \| 8 \| \| 0 \| 70-74 \| 0 \| \| 12 \| 65-69 \| 8 \| \| 12 \| 60-64 \| 12 \| \| 8 \| 55-59 \| 16 \| \| 20 \| 50-54 \| 4 \| \| 16 \| 45-49 \| 8 \| \| 16 \| 40-44 \| 24 \| \| 12 \| 35-39 \| 12 \| \| 4 \| 30-34 \| 4 \| \| 8 \| 25-29 \| 8 \| \| 0 \| 20-24 \| 0 \| \| 8 \| 15-20 \| 32 \| \| 4 \| 10-14 \| 20 \| \| 16 \| 5-9 \| 24 \| \| 8 \| 0-4 \| 16 \| |        |             |       |       |       |       |          |
| Статево-вікова піраміда |        |             |       |       |       |       |          |
| Чоловіки | Вік    | Жінки       |       |       |       |       |          |
| 4 | 85 +   | 4           |       |       |       |       |          |
| 4 | 80-84  | 0           |       |       |       |       |          |
| 0 | 75-79  | 8           |       |       |       |       |          |
| 0 | 70-74  | 0           |       |       |       |       |          |
| 12 | 65-69  | 8           |       |       |       |       |          |
| 12 | 60-64  | 12          |       |       |       |       |          |
| 8 | 55-59  | 16          |       |       |       |       |          |
| 20 | 50-54  | 4           |       |       |       |       |          |
| 16 | 45-49  | 8           |       |       |       |       |          |
| 16 | 40-44  | 24          |       |       |       |       |          |
| 12 | 35-39  | 12          |       |       |       |       |          |
| 4 | 30-34  | 4           |       |       |       |       |          |
| 8 | 25-29  | 8           |       |       |       |       |          |
| 0 | 20-24  | 0           |       |       |       |       |          |
| 8 | 15-20  | 32          |       |       |       |       |          |
| 4 | 10-14  | 20          |       |       |       |       |          |
| 16 | 5-9    | 24          |       |       |       |       |          |
| 8 | 0-4    | 16          |       |       |       |       |          |

## Економіка
2010 року серед 229 осіб працездатного віку (15—64 років) 169 були активними, 60 — неактивними (показник активності 73,8%, у 1999 році було 74,1%). З 169 активних мешканців працювало 156 осіб (85 чоловіків та 71 жінка), безробітними було 13 (9 чоловіків та 4 жінки). Серед 60 неактивних 17 осіб було учнями чи студентами, 28 — пенсіонерами, 15 були неактивними з інших причин.

У 2010 році в муніципалітеті числилось 130 оподаткованих домогосподарств, у яких проживали 377,5 особи, медіана доходів виносила 20 686 євро на одного особоспоживача